# Nyridela acroxantha
Nyridela acroxantha är en fjärilsart som beskrevs av Perty 1834. Nyridela acroxantha ingår i släktet Nyridela och familjen björnspinnare. Inga underarter finns listade i Catalogue of Life.